# Sengfu
Sengfu (chiń. 僧副 Sēngfù; ur. V wiek, zm. VI wiek) – mistrz chan, pierwszy uczeń Bodhidharmy.

## Życiorys
Pochodził z Qixian w Taiyuan (obecnie prowincja Shanxi) na dalekiej północy Chin. Wędrował po Chinach poszukując nauczyciela medytacji. Ostatecznie trafił na mistrza dhjany Bodhidharmę. Po poznaniu Bodhidharmy w jaskini, Sengfu formalnie „porzucił dom”, czyli został mnichem. Przybrał buddyjskie, pełne skromności imię Sengfu, które oznacza „Zastępca mnicha”. Siedzieli w jaskini Bodhidharmy i dyskutowali o najgłębszych problemach buddyzmu. Po przeniknięciu do granic „istoty medytacji” (chiń. dingxue zong) Sengfu opuścił swojego nauczyciela i rozpoczął wędrówkę po różnych centrach nauczających sutr. Wtedy też zrozumiał, że „uczenie się zależy tylko od siebie samego, gdyż mędrcy nie mają słów”.
Pomiędzy 494 a 497 rokiem Sengfu przybył do południowej stolicy Jiankangu, gdzie przebywał w klasztorze Dinglinxia na górze Zhong. Wiadomo, że bardzo podobały mu się okoliczne lasy oraz spokój panujący w tym miejscu. Chociaż cieszył się wielkim szacunkiem u mnichów i ludzi świeckich, nieustannie odmawiał zaproszeniom wysyłanym przez panującą elitę. Ponieważ odmówił także spotkania z cesarzem Wu, wiadomo, że przebywał w tym klasztorze jeszcze w roku koronacji cesarza, czyli w roku 502.
Wkrótce podjął misjonarską podróż do Syczuanu i znów powrócił do Dinglinxia si. W końcu cesarz rozkazał wybudowanie miejsca dla mistrzów i uczniów medytacji w klasztorze Kaishan. Ponieważ klasztor został założony w 515 roku, musiało to stać się niedługo po tym fakcie. Sengfu przed zamieszkaniem w tym klasztorze również zademonstrował swoją niezależność i ascetyzm. Doszło tu bowiem do zderzenia zgrzebnego i ascetycznego buddyzmu północnego z atmosferą pełnego przepychu buddyzmu dworskiego z południa.
W 515 roku Sengfu przeżył szczególne doświadczenie religijne; na górze pojawił się przed nim duch, który wręczył mu kopię Huiyin sanmei jing (Sutra o samadhi Pieczęci Mądrości Tathagaty). Została ona wykorzystana do wyleczenia księcia Nanpinga (476–533) z jego choroby.
Jego ascetyczne nastawienie zostało również pogwałcone w czasie jego ostatniej, śmiertelnej choroby, gdy został zarzucony wspaniałymi prezentami, które odrzucił. W instrukcji przed śmiercią zażyczył sobie, aby jego ciało pozostawiono w górach dla pożytku zwierząt i ptaków. Po jego śmierci postawiono stelę, na której upubliczniono jego cnoty i zasługi. Tekst został napisany przez księcia Yi z Xiangdong, przyszłego cesarza Yuana.

## Linia przekazu Dharmy zen
Pierwsza liczba oznacza liczbę pokoleń mistrzów od 1 Patriarchy indyjskiego Mahakaśjapy.
Druga liczba oznacza liczbę pokoleń od 28/1 Bodhidharmy, 28 Patriarchy Indii i 1 Patriarchy Chin.
Trzecia liczba oznacza początek nowej linii przekazu w danym kraju.
- 28/1. Bodhidharma (zm. 543?)
  - 29/2. Sengfu pierwszy uczeń Bodhidharmy
  - 29/2. Daoyu
  - 29/2. Zongchi (Dharani) (mniszka)
  - 29/2. Dazu Huike (487–594)
    - 30/3. Baoyue mistrz chan
    - 30/3. Sengna (bd)
    - 30/3. Xiang (bd) świecki
    - 30/3. Huiman mistrz chan
      - 31/4/1. Dōshō (628–670) wprowadził zen do Japonii (linia przekazu nie przetrwała)

    - 30/3. Huaxian świecki
    - 30/3. Jianzhi Sengcan (zm. 606)
      - 31/4/1. Vinītaruci (zm. 594) przeniósł nauki chan do Wietnamu; szkoła vinītaruci
      - 31/4. Dayi Daoxin (579–651)
        - 32/5. Huangmei Lang mistrz chan
        - 32/5. Jingzhou Faxian
        - 32/5. Shuzhou Fazang
        - 32/5. Fajing
        - 32/5. Niutou Farong (594–657) szkoła niutou
        - 32/5/1. Pŏmnang Korea – wprowadzenie chanu (kor. sŏn)
        - 32/5. Daman Hongren (601–674)
          - 33/6. Fazhao mistrz chan (bd)
          - 33/6. Yuquan Shenxiu (606–706) (także Datong) północna szkoła chan.
          - 33/6. Zizhou Zhishen (609–702) (także Zhixian)
            - 34/7. Zizhou Chuji (669–736)
              - 35/8. Jingzhong Wuxiang (684–762) koreański mistrz chan Kim Musang działający w Chinach. Szkoła jingzhong
                - 36/9. Baotang Wuzhu (714–774) szkoła baotang

          - 33/6. Lao’an Hui’an[4] (580–707) szkoła laomu an heshang
          - 33/6. Daoming (bd) (także Huiming)
          - 33/6. Dajian Huineng (638–713)